# خورخي ريوس
خورخي ريوس (بالبرتغالية: Jorge Rios‏) هو دراج برتغالي، ولد في 7 يوليو 1972 في باكوس دي فيريرا في البرتغال.

## وصلات خارجية
- خورخي ريوس على موقع أرشيف الدراجات (الإنجليزية)